# دولوريس غونس
دولوريس غونس (بالألمانية: Dolores Guinness)‏ هي نجمة اجتماعية ألمانية، ولدت في 31 يوليو 1936 في تشارلوتنبرغ في ألمانيا، وتوفيت في 20 يناير 2012 في لوزان في سويسرا.